# Droga Zielona
Droga Zielona – projektowana i częściowo zbudowana droga klasy GP w Gdańsku, w korytarzu transportowym Via Hanseatica, mająca połączyć planowany IV odcinek Trasy Słowackiego (zawierający Tunel pod Martwą Wisłą) z granicą między Gdańskiem a Sopotem. 
Przebiegać ma w pasie nadmorskim, przez dzielnice Letnica, Nowy Port, Brzeźno, Zaspa-Rozstaje, Przymorze Wielkie, Żabianka-Wejhera-Jelitkowo-Tysiąclecia do Oliwy i granicy z Sopotem. W dzielnicy Przymorze Wielkie i w rejonie Jelitkowa ma przebiegać w pobliżu Parku im. Ronalda Reagana.
W grudniu 2012 otwarto następujące odcinki:
- od skrzyżowania al. Niepodległości/al. Grunwaldzkiej z ul. Czyżewskiego do ronda ulic Gospody i Łokietka przy Ergo Arenie, dwujezdniowy wraz z ciągiem pieszo-rowerowym od strony Sopotu, o szerokości pasa ruchu 3,5 m[4];
- od skrzyżowania al. Gen. J. Hallera do Węzła „Uczniowska” oraz częściowo od węzła „Uczniowska” do Węzła Marynarki Polskiej, o przekroju dwujezdniowym po 2 pasy ruchu, w ramach budowy Trasy Słowackiego[5] (planowany wcześniej termin realizacji: do 2011, ostatecznie prace zakończono w 2014 roku[6]). Odcinkowi temu w 2016 nadano nazwę alei Macieja Płażyńskiego[7].

Droga Zielona ma zostać przedłużona tunelem pod wzgórzem Pachołek, gdzie planuje się połączenie z ulicą Spacerową i dalej z obwodnicą Trójmiasta na węźle Wysoka. 
W 2016 zmieniono nazwę części trasy biegnącej przy morzu na Zielony Bulwar.